# SN 2001fr
SN 2001fr – supernowa odkryta 9 października 2001 roku w galaktyce A043850-0122. W momencie odkrycia miała maksymalną jasność 23,40m.